# Ravne (Železniki)
Ravne is een plaats in Slovenië en maakt deel uit van de gemeente Železniki in de NUTS-3-regio Gorenjska. De plaats telde 5 inwoners op 1 januari 2020.